# 383508 Vadrot
383508 Vadrot è un asteroide della fascia principale. Scoperto nel 2007, presenta un'orbita caratterizzata da un semiasse maggiore pari a 2,3638636 au e da un'eccentricità di 0,1974920, inclinata di 2,55181° rispetto all'eclittica.